# 파인 (신비한 별의 쌍둥이 공주)
파인은 신비한 별의 쌍둥이 공주의 등장인물이다. 본 애니메이션에서 목소리를 연기한 성우는 일본판은 코지마 메구미이고 한국판은 정유미이다.

## 개요
해님 나라의 쌍둥이 공주 중 1명으로 주인공이다. 생일은 3월 20일. 이미지 색상은 분홍색. 